# Edgar Morin
Edgar Morin, właściwie Edgar Nahoum (ur. 8 lipca 1921 w Paryżu) – francuski filozof, socjolog, politolog i reżyser filmowy, pochodzenia żydowskiego, Sefardyjczyk z Azji Środkowej o dalekim pochodzeniu włoskim.
Uczestnik francuskiego ruchu oporu w czasie II wojny światowej, gdzie przyjął pseudonim "Edgar Morin".
Jeden z najważniejszych i najbardziej wpływowych współczesnych myślicieli francuskich, teoretyk złożoności. Z Rolandem Barthesem i Georgesem Friedmannem założył Centrum badań nad komunikacją masową. Od 1950 r. członek Centre National de la Recherche Scientifique, CNRS (pl. Centrum Narodowe Badań Naukowych) w Paryżu, a od 1993 r. dyrektor emerytowany badań naukowych, tamże. Przez wiele lat związany również z paryską École des hautes études en sciences sociales.
Znany szczególnie z sześciu tomowego utworu filozoficznego, La Méthode, (pl. Metoda) (1977-2004). Jego wkład naukowy jest szczególnie w dziedzinach emergentyzmu, teorii chaosu, samoorganizacji oraz układów złożonych. Jest autorem, lub współautorem, bardzo wielu pozycji o zagadnieniach współczesnych.
Pośród wyróżnień z ramienia instytucji naukowych w Europie, Ameryce i na Dalekim Wschodzie, 2 czerwca 2008 został wyróżniony tytułem doktora honoris causa Akademii Pedagogicznej im. Komisji Edukacji Narodowej w Krakowie.

## „Pensée complexe”, czyli złożoność
Edgar Morin przyznaje się do tego iż definicji złożoności doszukał się w pracy brytyjskiego psychiatry i inżyniera William Ross Ashby (1903-1972), pioniera cybernetyki. Koncepcja Morina ukazała się po raz pierwszy w utworze jego, Science avec conscience (1982), (Nauka etyczna). Morin mówi: 

"le but de la recherche de méthode n’est pas de trouver un principe unitaire de toute connaissance, mais d’indiquer les émergences d’une pensée complexe, qui ne se réduit ni à la science, ni à la philosophie, mais qui permet leur intercommunication en opérant des boucles dialogiques." (Celem badań według metody nie jest aby dążyć do jednolitej zasady wszelkiej wiedzy, raczej chodzi tu o wskazanie emergencji pochodzących z myśli złożonościowej, które ani nie podlegają naukom ścisłym ani filozofii, lecz polegają na ich komunikacji poprzez etapy dialogu pomiędzy nimi),

 i w ten sposób wyraża podstawę myśli która łączy zasady myślowe z różnych dziedzin i obejmuje transdyscyplinarność, („la transdisciplinarité”). Etymologicznie, „complexité” po francusku, oznacza z łaciny, to co jest razem splatane i wydaje plexus, czyli splot.

## Filmografia[10]

### Jako reżyser
- Kronika jednego lata 1961[11]

### Jako scenarzysta
- L'heure de la verité 1965
- Przeciw zapomnieniu 1991

## Tłumaczenia prac na język polski
- Kino i wyobraźnia 1958
- Duch czasu 1975
- Zagubiony paradygmat – natura ludzka 1977
- Myśleć: Europa 1988
- O naturze Związku Radzieckiego 1990
- Ziemia-ojczyzna (z Anne Brigitte Kern) 1993
- Świat nowożytny a kwestia żydowska 2010